# Thorleif Haug
Thorleif Haug (Lier, Noruega 1894 - íd., 1934) fou un esportista noruec especialitzat en esquí de fons i combinada nòrdica.

## Biografia
Va néixer el 28 de setembre de 1894 a la població de Lier, situada al comtat de Buskerud.
Va morir el 12 de desembre de 1934 a la seva residència a conseqüència d'una pneumonia.

## Carrera esportiva
Especialista en combinada nòrdica, que engloba tant l'esquí de fons com el salt amb esquís, en els Jocs Olímpics d'Hivern de 1924 realitzats a Chamonix (França) participà en les quatres proves d'aquestes disciplines, aconseguint la medalla d'or en les proves de 18 i 50 km. d'esquí de fons i de combinada nòrdica, a més de quedar quart en la prova de salt amb esquís.
Posteriorment aconseguí guanyar la medalla de plata en el Campionat del Món d'esquí nòrdic de l'any 1926 en la disciplina de combinada nòrdica.